# التحرير (جريدة مصرية)
جريدة التحرير هي جريدة يومية تأسست عام 2011 عقب ثورة 25 يناير، مقرها (من طابقين) في شارع إيران بالدقي. مالكها الناشر/ إبراهيم المعلم ورئيس تحريرها الكاتب الصحفي/ إبراهيم عيسى. تصدر عن الشركة المصرية للنشر العربي والدولي (يصدر عنها أيضاً جريدة الشروق اليومية) والتي كان لديها ترخيص بجريدتين، إحداهما يومية وهي الشروق والأخرى أسبوعية وهي التي تم تغيير اسمها وزيادة رأس مالها وتحويلها إلى جريدة يومية باسم «التحرير».
أعلنت الجريدة في أغسطس 2015 إيقاف النسخية الورقية منها والاكتفاء بموقعها الإلكتروني، مبررة ذلك بـ«انصراف أغلب قطاعات المجتمع عن قراءة الصحف المطبوعة، واتجاههم إلى الحصول على معلوماتهم من الصحافة الإلكترونية».